# Slovačka grkokatolička Crkva
Slovačka grkokatolička Crkva (slovački: Gréckokatolícka cirkev na Slovensku) je Katolička Crkva prema bizantskom crkvenom obredu, direktno odgovorna Svetom ocu u Vatikanu. L'Osservatore Romano iz 2015. izvještava kako slovačka grkokatolička Crkva broji 210,767 vjernika, 277 župa i 468 svećenika.

## Povijest
Budući da je Unija iz Užgoroda 1646. jednoglasno prihvaćen na području koji uključuje danas istočnu Slovačku, povijest slovačke grkokatoličke Crkve je stoljećima isprepletena s rusinskom katoličkom Crkvom. Na kraju Drugog svjetskog rata, većina grkokatoličkih Rusina i Slovaka su bili uključeni u području Čehoslovačke, uključujući dvije eparhije, Prešov i Mukačevo. Eparhija Prešova, osnovana je 22. rujna 1818., a ukinuta 1937. iz nadležnosti mađarskog primata i podvrgnuta izravno Svetoj Stolici, a 21 župa eparhije Prešovu koje su bile u Mađarskoj su modelirane u novi egzarhat Miškolca.
Nakon Drugog svjetskog rata, eparhiji Mukačevo u Transkarpatiji pripojena je Sovjetskom Savezu, stoga su eparhiji Prešov uključeni svi grkokatolici koji su ostali u Čehoslovačkoj. Nakon što su komunisti zaplijenili posjede u travnju 1950. godine, sazvan je sabor u Prešovu, na kojem su pet svećenika i brojni laici potpisali dokument izjavljujući da je raspušteno zajedništvo s Rimom te se traži ulazak u nadležnost moskovskog patrijarhata. Grkokatolički biskup Prešova, Blago Pavel Petro Gojdič, zajedno sa svojim pomoćnikom, Basiliem Hopkom, bio je zatvaran te je biskup Gojdič umro u zatvoru 1960. godine.
Tijekom Praškog proljeća 1968., bivšim grkokatoličkim župama bilo dopušteno vratiti se u zajedništvo s Rimom. Nakon pada komunizma 1989., većina crkvene imovine vraćena je slovačkoj grkokatoličkoj Crkvi. Za grkokatolike u Češkoj, osnovan je poseban Apostolski vikarijat, izvišen 1996. na razinu egzarhata (danas smatra dijelom rusinske katoličke Crkve).
U Slovačkoj je papa Ivan Pavao II. osnovao apostolski egzarhat u Košicama 1997. Papa Benedikt XVI. podigao ju je na razinu eparhije 30. siječnja 2008. godine, a u isto vrijeme podignuta je nova eparhija bizantskog obreda u Bratislavi. On je također podigao Prešov na razinu stolne arhieparhije, čineći slovačku grkokatoličku Crkvu sui iuris Crkvom.
Ikona Majke Božje Klokočovske čudotvorna je ikona iz sela Klokočov. Godine 1913. papa sv. Pio X. dodijelio je svetištu u Klokočovu posebne časti kao jednom od najpoznatijih marijanskih hodočasničkih mjesta u Slovačkoj.

## Struktura
Slovačka:
- Stolna arhieparhija Prešova, Slovačka 
  - Eparhija Bratislave, Slovačka
  - Eparhija Košica, Slovačka

Kanada:
- Eparhija sv. Ćirila i Metoda, Toronto, Kanada

## Vanjske poveznice
- Byzantine Catholic Church in Slovakia - unofficial website
- (sl.) Gréckokatolícke arcibiskupstvo Prešov
- (sl.) Gréckokatolícka eparchia Košice
- (sl.) Gréckokatolícka eparchia Bratislava
- (češ.) Apoštolský exarchát řeckokatolické církve v České republice
- (sl.) Byzantine Catholic Seminary in Prešov
- Slovak Cathedral of the Nativity of the Mother of God  Arhivirana inačica izvorne stranice od 31. svibnja 2011. (Wayback Machine) (Toronto)
- (sl.) Gréckokatolícka farnosť a protopresbyterát Medzilaborce  Arhivirana inačica izvorne stranice od 6. svibnja 2010. (Wayback Machine)
- Article on the Slovak Greek Catholic Church by Ronald Roberson on the CNEWA web site